# 长征十二号运载火箭
长征十二号运载火箭是中国航天科技集团八院研制的中型液氧煤油液体燃料两级运载火箭，于2024年11月30日在海南商业航天发射场成功首飞。
长征十二号运载火箭采用3.8米直径箭体，整流罩标配5.2米和4.2米直径；采用两级构型，一级采用四台推力1250千牛的YF-100K液氧煤油发动机，二级采用两台推力180千牛的YF-115液氧煤油发动机。近地轨道运载能力不小于12吨、700公里太阳同步轨道运载能力不小于6吨。

## 发展历史
长征十二号最早来自于上海航天技术研究院（八院）竞标中国载人登月的运载火箭方案，采用多个3.8米直径的芯级捆绑，该方案在竞标中不敌后来的长征十号。八院随后将3.8米直径的单芯级方案拿出来独立发展，于2020年5月完成院级立项，命名为XLV-20（2020年未命名运载器）火箭。
按照最初方案，该火箭计划采用“一平两垂”测发模式在内陆发射场完成首飞，但工位协调问题始终未能确定。2022年，在中国商业航天大规模发展的推动下，八院决定把首飞发射场改为当时刚开始建设的海南商业航天发射场，测发模式由“一平两垂”调整为“三平”。
2024年2月，在中国航天科技集团发布的《中国航天科技活动蓝皮书（2023年）》中，“长征十二号”的命名首次被公开，其首飞被列入2024年重大航天工程任务之一。
同年6月，长征十二号遥一火箭通过出厂评审，7月正式转运至海南商业航天发射场。
10月8日，长征十二号在海南商业航天发射场完成合练。
11月26日，长征十二号遥一火箭成功从海南商业航天发射场技术区转运至发射区。
2024年11月30日22时25分，长征十二号遥一火箭自海南商业航天发射场2号工位发射，顺利将搭载的卫星送入预定轨道，首飞任务取得圆满成功。

## 技术特性
作为2020年代立项研制的新型火箭，长征十二号采用了多项新技术以适应商业航天的需求，在运载效率上取得了新的突破。

### 3.8米直径箭体
长征十二号是中国首型3.8米（4米级）直径的运载火箭。相比采用传统3.35米直径的长征系列运载火箭其它成员，4米级直径箭体可以提升30%的推进剂装填量，并且可容纳四台推力达1250千牛的YF-100K发动机，有效提高火箭的运载能力。
比起更大的5米直径的长征五号，长征十二号3.8米直径的箭体可以继续满足铁路运输的条件，使其可以从内陆发射场进行发射。

### 铝锂合金
长征十二号二级贮箱应用的铝锂合金和级间段及箱间段等承力舱段应用的复合材料是国内首次实现箭上应用。其中二级贮箱相继突破了面向铝锂合金的整体结构优化设计、成形、焊接等关键技术，相比于一般长征系列运载火箭采用的第二代铝合金材料，结构重量减轻了10%-15%、抗拉强度提升28%、屈服强度提升50%，使长征十二号运载火箭在保证结构承载的同时，箭体更加轻质化，有效促进了运载能力和运载效率的提升。

### 液氧相容冷氦直接增压
长征十二号在在国内首度运用与液氧相容冷氦直接增压技术，即将冷氦高压气瓶浸泡在液态氧中，维持氦气处于超低温的环境中，利用低温下氦气密度大的特点，实现同压力同容积下常温气瓶的5.6倍的贮气量。该技术大幅减少了增压气瓶数量，提高了增压气瓶的储气效率，进一步减轻了增压输送系统质量、优化了火箭总装布局、缩短了运载火箭总装周期。

### 牵制释放
长征十二号实现了牵制释放在国内的首次工程应用。火箭在发射台上点火后，发射台会先牵制住火箭不让其起飞，发动机会先达到75%推力，火箭会用0.3秒通过故障诊断系统判断4台发动机是否都处于正常工作状态。若发动机状态确认正常，火箭同时下达“脱、放、倒”三个动作指令，其中“脱”即“零秒脱落”，指火箭加泄连接器、空调连接器的脱落，“倒”即“零秒后倒”，起竖臂快速后倒，为火箭起飞腾开空间，“放”即“牵制释放”。在三个动作指令完成后，发动机推力拉满，火箭自发射台起飞。
牵制释放机构历时4年研制，其负责团队共完成可靠性试验1200次，叠加牵制性能试验、释放性能试验、高低温试验、随机振动试验等十余项试验总计达到2000次以上。

### 智能健康诊断系统
长征十二号发射升空后，智能健康诊断系统将对火箭进行实时“体检”，对采集到的火箭状态信息进行实时的箭上监测和诊断，一旦发现故障，即可进行故障隔离，同时实施飞行任务的重新规划，为火箭在线生成新的飞行轨迹，确保卫星准确进入预定轨道。

## 发射记录

### 已发射
| 飞行次序           | 火箭序号 | 起飞时间（UTC+8）       | 发射工位                   | 有效载荷                                | 卫星轨道 | 发射结果 | 备注                                       |
| ------------------ | -------- | ----------------------- | -------------------------- | --------------------------------------- | -------- | -------- | ------------------------------------------ |
| 1                  | 遥一     | 2024年11月30日 22时25分 | 海南商业航天发射场 2号工位 | 卫星互联网技术试验卫星 技术试验卫星03星 | 近地轨道 | 成功     | 此次任务也是海南商业航天发射场首次发射任务 |
| 2                  | 遥二     | 2025年8月4日 18时21分   | 海南商业航天发射场 2号工位 | 卫星互联网低轨07组卫星（9颗）           | 近地轨道 | 成功     | [ 13 ]                                     |
| \| 成功率：100% \| |          |                         |                            |                                         |          |          |                                            |
| 成功率：100%       |          |                         |                            |                                         |          |          |                                            |

### 数据统计
- 失利
- 部分失利
- 成功
- 计划

### 计划中
| 飞行次序 | 火箭序号 | 起飞时间（UTC+8） | 发射工位 | 有效载荷 | 卫星轨道 | 备注 |
| -------- | -------- | ----------------- | -------- | -------- | -------- | ---- |